# Lift a Sail
Lift a Sail — девятый студийный альбом американской группы Yellowcard. Релиз альбома состоялся 7 октября 2014 года.

## История альбома
20 марта 2014 года, проработав три с лишним года с Hopeless Records, группа подписывает контракт с Razor & Tie и вскоре начинает работу над новым альбомом. Впервые в записи не участвует покинувший группу барабанщик Лонгинью Парсонос III, также не принимает участия в работе басист Джош Портман.
4 августа в твиттере индонезийских фанатов группы появилась обложка и список треков грядущего альбома. Первый сингл «One Bedroom» вышел 11 августа. 19 августа начался предзаказ на новый альбом, также стала известна точная дата его выхода — 7 октября.
9 сентября стал доступен второй сингл под названием «Make Me So»; 15 сентября появилось видео со словами на песню «Transmission Home», а 22 сентября вышел третий сингл «Crash the Gates». Таким образом до выхода альбома группа выпустила четыре песни.
Премьера альбома Lift a Sail состоялась 29 сентября на Pandora Radio. 1 октября был выпущен видеоклип на песню «One Bedroom», посвящённый проблеме похищения и насильственного рекрутирования детей Господней армией сопротивления в Уганде.
На время тура в поддержку Lift a Sail на ударных инструментах играл Такер Рул из Thursday.

## Стиль музыки
Lift a Sail отличается экспериментами группы в плане стиля музыки и отходом от поп-панка в сторону альтернативного рока. Серьёзное влияние на альбом оказал альт-рок начала 90-х, в частности такие группы, как Nirvana, Filter, Foo Fighters и Smashing Pumpkins. Наиболее «рискованную» музыку в альбоме представляет песня «MSK», в которой отсутствуют партии гитары и барабанов.
В лирическом плане песни альбома отражают эмоциональные впечатления вокалиста группы Райана Ки: от реабилитации после травмы его жены Алёны Алёхиной до смерти дедушки.

## Список композиций
Все тексты написаны Райаном Ки, вся музыка написана Райаном Ки, Шоном Маккином и Райаном Мендез.
| №                   | Название                                                   | Длительность |
| ------------------- | ---------------------------------------------------------- | ------------ |
| 1.                  | «Convocation»                                              | 1:56         |
| 2.                  | «Transmission Home»                                        | 4:18         |
| 3.                  | «Crash the Gates»                                          | 3:20         |
| 4.                  | «Make Me So»                                               | 3:11         |
| 5.                  | «One Bedroom»                                              | 4:35         |
| 6.                  | «Fragile and Dear»                                         | 4:05         |
| 7.                  | «Illuminate»                                               | 4:06         |
| 8.                  | «Madrid»                                                   | 2:08         |
| 9.                  | «The Deepest Well» (с Мэтти Маллинзом из Memphis May Fire) | 3:57         |
| 10.                 | «Lift a Sail»                                              | 3:56         |
| 11.                 | «MSK»                                                      | 3:46         |
| 12.                 | «My Mountain»                                              | 3:59         |
| 13.                 | «California»                                               | 4:11         |
| Общая длительность: | Общая длительность:                                        | 47:28        |

| №   | Название  | Длительность |
| --- | --------- | ------------ |
| 14. | «In Time» | 3:31         |

## Участники записи
- Райан Ки — вокал, ритм-гитара, пианино, перкуссия
- Шон Маккин — скрипка, бэк-вокал, пианино
- Райан Мендез — соло-гитара, бас-гитара, бэк-вокал, перкуссия

### Приглашённые музыканты
- Натан Янг — ударные
- Диана Вэйд — альт
- Джоан Ван — виолончель
- Мэтти Маллинз — вокал, бэк-вокал в песне «The Deepest Well»

## Позиции в чартах
| Чарт                              | Наивысшее место |
| --------------------------------- | --------------- |
| Australian Albums Chart           | 21              |
| UK Albums Chart                   | 75              |
| UK Rock & Metal Albums (OCC)      | 8               |
| U.S. Billboard 200                | 26              |
| U.S. Billboard Rock Albums        | 7               |
| U.S. Billboard Alternative Albums | 4               |
| U.S. Billboard Digital Albums     | 13              |